# Christmas with Chet Atkins
Christmas with Chet Atkins är ett julalbum från 1961 av Chet Atkins. Allmusic har förklarat att "hans version av "Silver Bells" är, helt enkelt, en av de bästa versionerna av denna standard någonsin, och möjligen ett av Atkins mest fängslande framföranden någonsin." The album is "Overall, criminally underrated... Gorgeous."
"White Christmas" är Atkins' första inspelade användande av ackord-harmoni.

## Återutgåvor
- 1997 återutgavs Christmas with Chet Atkins på CD av Razor & Tie.
- 2004 återutgav RCA Christmas with Chet Atkins på CD.

## Låtlista

### Sida 1
1. "Jingle Bell Rock" (Joe Beal, Jim Boothe) – 1:51
2. "Winter Wonderland" (Felix Bernard, Richard B. Smith) – 2:49
3. "Jolly Old St. Nicholas" (Traditionell) – 2:13
4. "White Christmas" (Irving Berlin) – 2:20
5. "Blue Christmas" (Billy Hayes, Jay Johnson) – 2:53
6. "Jingle Bells" (James Lord Pierpont) – 1:50
7. "Silver Bells" (Madden, Wenrich) – 2:09

### Sida 2
1. "Little Drummer Boy" (Davis, Onorati, Simeone) – 2:29
2. "Medley: The Coventry Carol/God Rest Ye, Merry Gentlemen" (Traditionell) – 3:25
3. "The First Noel" (William B. Sandys) – 1:46
4. "Hark! The Herald Angels Sing" (Felix Mendelssohn, Charles Wesley) – 1:55
5. "O Come All Ye Faithful" (Oakeley, John Francis Wade) – 2:19
6. "Deck the Halls" (Traditionell) – 1:11
7. "Silent Night" ("Stille Nacht, heilige Nacht")  (Josef Mohr, Franz Xaver Gruber) – 2:01

## Medverkande
- Chet Atkins – gitarr
- Anita Kerr Singers - bakgrundssång